# Gustaf Thörn (filmproducent)
Gustaf Mathias Thörn, född 17 maj 1978 i Sankt Matteus församling i Stockholm, är en svensk filmproducent och filmarbetare.
Gustaf Thörn gick ut Frans Schartaus gymnasium 1997 och har bedrivit två års studier vid Masters of Medias projektledarutbildning. Han arbetade som produktionsassistent, inspelningsledare, inspelningskoordinator och projektledare på produktionsbolaget Jarowskij Sverige AB 1998–2002. Han producerade långfilmen Tjocktjuven 2006. Han var 2023 engagerad i olika bolag tillsammans med bland andra Rolf Sohlman och Ann-Marie Skarp.

## Filmografi
- 2002 – Stackars Tom (TV-serie), som produktionsassistent[4]
- 2006 – Tjocktjuven, som producent och produktionsledare[2]
- 2012 – Hamilton – I nationens intresse, som produktionsekonom[2]
- 2012 – Hamilton 2 – men inte om det gäller din dotter, som produktionsekonom[2]